# Omphaloropa varicosa
Omphaloropa varicosa är en snäckart som beskrevs av Stanisic 1990. Omphaloropa varicosa ingår i släktet Omphaloropa och familjen Charopidae. Inga underarter finns listade i Catalogue of Life.